# Пельтасти

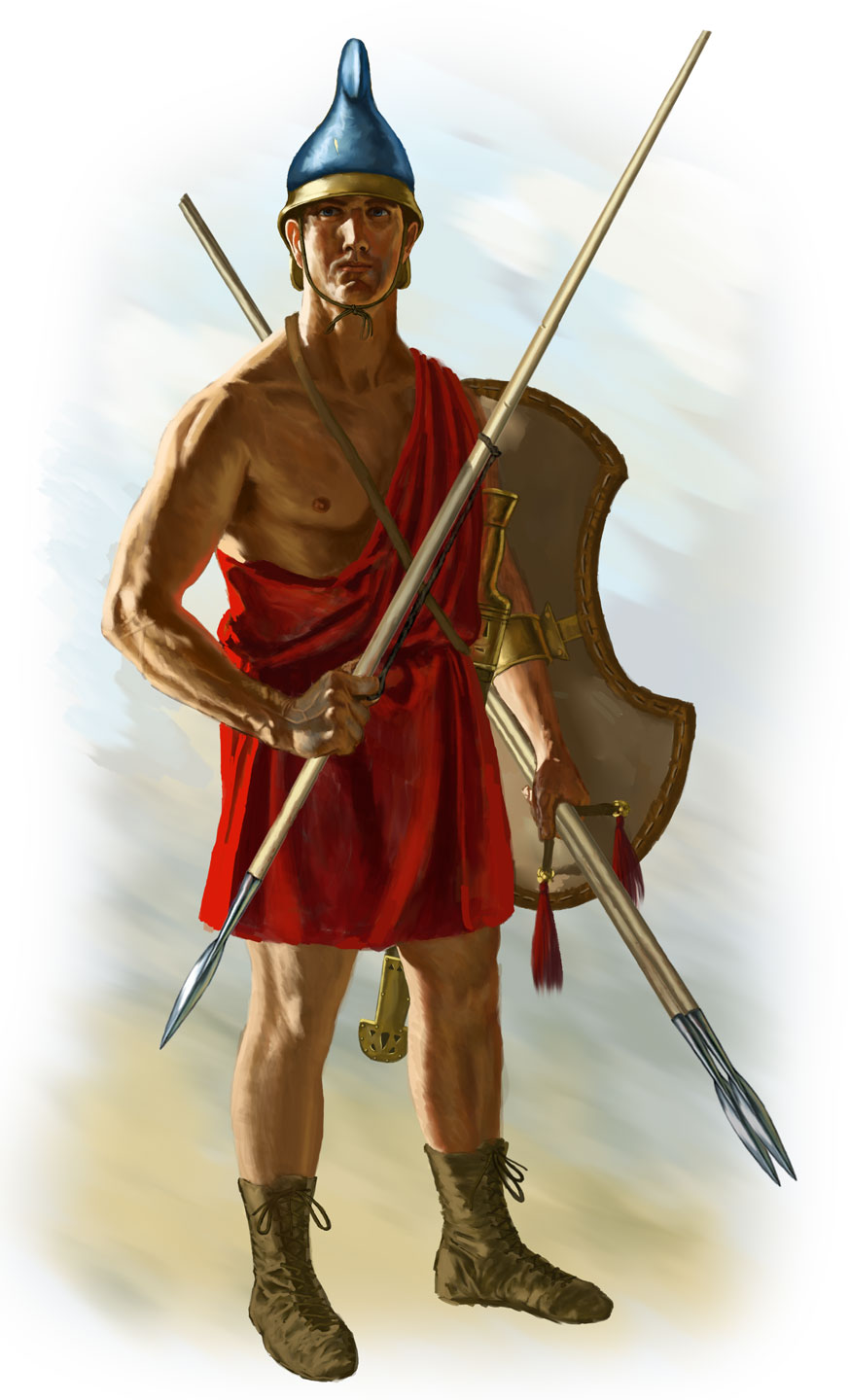
Цей пельтаст тримає три дротики, один з них у руці, а два інших — у руці, яка тримає щит-пелту.

Пельтасти (дав.-гр. πελταστής) — різновид легкої піхоти в Стародавній Греції, часто використовувалися як застрільники, метателі дротиків. Отримали своє найменування завдяки пелті — легкому щиту. У битвах, як правило, грали допоміжну роль, але відомі випадки, коли при чисельній перевазі розбивали фалангу, позбавлену прикриття з кінноти і легкої піхоти.

## Опис
Озброєння пельтастів складалося з кількох дротиків, часто з «метальними ременями», які дозволяли збільшити плече важеля сили під час метання. Як основний засіб захисту пельтасти використовували плетений щит у формі півмісяця, який називався пелта. За Арістотелем, пелта — це щит без обода, покритий козячою або овечою шкурою. Цей тип щита має затискач для руки (порпакс) в центрі і ремінець для носіння. Також пелта з'являється в мистецтві скіфів і могла бути загальним типом щита для Центральної Європи.

## Історія розвитку
У період архаїки грецьке військове мистецтво ґрунтувалося на важкій піхоті (гоплітах).
Стиль бою, який використовувався пельтастами, з'явився у Фракії, а перші пельтасти рекрутувалися з грецьких міст на фракійському узбережжі. Це доводять тим, що на покритих малюнками вазах та інших зображеннях вони носять фракійський одяг, елементом якого є характерна фригійська шапка. Проте пізніше пельтасти почали з'являтися по всій Греції.
Поступово пельтасти набули більшого значення у військовому мистецтві греків, особливо під час Пелопоннеської війни. У складі грецьких найманих військ в битві при Кунаксі були пельтасти. Вони описані Ксенофонтом у бою проти перської кавалерії, в якому у них не було дротиків, так як вони билися мечами. Пельтасти стали основним типом найманих грецьких військ в IV столітті до нашої ери. Їх екіпірування було дешевшим і доступнішим для бідних верств суспільства, ніж традиційне екіпірування гоплітів. Афінський полководець Іфікрат розгромив фалангу спартанців в битві при Лехеї в 390-му році до н. е., використовуючи переважно пельтастів. Як пише Діодор Сицилійський, Іфікрат став відомий переозброєнням своїх солдатів довгими списами, приблизно в 374-му році до н. е. У результаті цієї реформи з'явилися пельтасти, озброєні невеликим щитом, мечем і списом замість дротиків. Деякі історики, наприклад, Дж. Бест, заявляють, що ці «пізні» пельтасти були не пельтастами в традиційному розумінні цього слова, а легкоозброєними гоплітами, що носять щит-пелту в поєднанні з довгими списами. Пізніше це поєднання використовувалося в македонській фаланзі. З іншого боку, пельтастів з довгими списами і дротиками можна побачити на більш ранніх зображеннях, до часу Іфікрата. Так як до Іфікрата немає описів битв, де пельтасти діяли списами, можна припустити, що дане поєднання використовувалося окремими індивідуумами.
Александр Великий наймав пельтастів з фракійських племен на півночі Македонії, особливо серед агріан.
У III столітті до н. е. пельтасти були поступово витіснені туреофорами. Пізні згадки істориків про пельтастів свідчать, що слово «пельтаст» стало синонімом слова «найманець».